# 아시베정
아시베정(芦辺町)은 나가사키현 이키섬의 북동부에 있던 정이며, 이키군에 속했다. 2004년 3월 1일에 고노우라정, 가쓰모토정, 이시다정과 합병, 시로 승격해 이키시가 되어 아시베정은 소멸하였다.

## 지리
이키섬 북동부에 위치해 있다. 

## 역사
- 1889년 4월 1일 - 정촌제 시행에 의해 이키군 다카와촌, 나카가와촌, 하코자키촌(단독으로 촌제를 시행)이 성립하였다.
- 1947년 11월 3일 - 정으로 승격해 다카와정이 되었다.
- 1955년 4월 1일 - 다카와정과 나카가와촌이 합병해 아시베정이 성립하였다.
- 2004년 3월 1일 -  고노우라정, 가쓰모토정, 이시다정과 합병, 시로 승격해 이키시가 되어 아시베정은 소멸하였다.